# NWA Western States Heritage Championship
L'NWA Western States Heritage Championship è stato un titolo di breve durata difeso nelle federazioni Universal Wrestling Federation (nel 1987) e Jim Crockett Promotions (1987-1989).

## Storia
Creato nel 1987 e difeso per due sole volte in eventi delle federazioni del territorio fu abbandonato nel 1989.
Nel 2015 la federazione affiliata alla NWA Vendetta Pro Wrestling ha creato un campionato chiamato NWA Western States Heavyweight Championship che utilizza la stessa cintura a suo tempo utilizzata per rappresentare questo titolo e ne riconosce anche i due regni avvenuti tra l'elenco dei suoi.

## Albo d'oro
| Lottatore       | Regni | Data            | Luogo               | Note                                                                      |
| --------------- | ----- | --------------- | ------------------- | ------------------------------------------------------------------------- |
| Barry Windham   | 1     | 20 giugno 1987  | Houston, Texas      | Sconfisse Black Bart nella finale di un torneo. .                         |
| Larry Zbyszko   | 1     | 24 gennaio 1988 | Uniondale, New York |                                                                           |
| Titolo ritirato |       | Gennaio 1989    |                     | Titolo ritirato quando Zbyszko passò alla American Wrestling Association. |